# Toni Gonzaga
Celestine Cruz Gonzaga (Taytay, 20 de enero de 1984), conocida artísticamente como Toni Gonzaga, es una cantante, presentadora, empresaria, actriz y vlogger filipina. Gonzaga fue la ex presentadora principal del reality show de larga duración de ABS-CBN Pinoy Big Brother. La revista Tatler la nombró una de las personas más influyentes de Asia en 2021 y 2022.

## Carrera Profesional

### 1997-2004: Comienzos de la carrera
Gonzaga comenzó en el entretenimiento local a la edad de 13 años. Fue en 1997 cuando se unió a un concurso de canto llamado Metropop Star Seach, que luego se emitió en GMA.
En 2002, lanzó su álbum debut homónimo bajo Prime Music y una versión de Paano de Gary Valenciano. Más tarde ese año, se convirtió en una de las principales presentadoras del programa de variedades de la tarde de larga duración Eat Bulaga!.

### 2005-2008: Avance con ABS-CBN
En enero de 2005, Gonzaga se transfirió a ABS-CBN,convirtiéndose en la presentadora de la serie Pinoy Big Brother. En el mismo año, protagonizó su primera película de comedia y terror D' Anothers.
En 2006, lanzó su segundo álbum en Star Records titulado Toni: You Complete Me y protagonizó su primera serie dramática en horario estelar Crazy for you. En 2007, Gonzaga lanzó su tercer álbum de estudio Falling in Love y la película You Got Me! En 2008, tuvo su primer gran concierto en solitario en el Teatro Aliw titulado Catch Me, Toni Gonzaga: First Major Concert, que se repitió el mismo año. Tras el éxito de su primer gran concierto, lanzó su cuarto álbum de estudio, Love Is…
Más tarde, lanzó su cuarta película, My Big Love, la tercera con Sam Milby. Después del éxito de taquilla de la colaboración de Gonzaga y Milby, volvió a protagonizar junto a Vhong Navarro la película My Only Ü.

### 2009–2012: éxitos posteriores
En 2009, Gonzaga protagonizó un episodio especial del Día de San Valentín de Maalaala Mo Kaya , la antología dramática de mayor duración en la televisión filipina y en Asia. Luego fue elegida para la Mejor Película del Festival de Cine Gideon Flame, A Journey Home. Más tarde, en febrero, se lanzó un álbum a dúo con Sam Milby bajo Star Records. Antes de que terminara el año, Gonzaga se asoció nuevamente con Sam Milby en la película de comedia, Ang Tanging Pamilya: A Marry Go Round, que incluyó a Ai-Ai de las Alas y al expresidente filipino Joseph Estrada como protagonistas principales. En 2010, se convirtió en parte del programa de entrevistas de entretenimiento The Buzz. Ella es la Reina de Taquilla de SM Cinema para 2010,junto a John Lloyd Cruz como el Rey de la Taquilla por su película My Amnesia Girl. Su quinto álbum de estudio, All Me, fue lanzado internacionalmente en Hong Kong, Taiwán, Malasia, Singapur, Indonesia, Corea del Sur y Japón.
En agosto de 2011, su película Wedding Tayo, Wedding Hindi, su primer trabajo en equipo con Eugene Domingo, se estrenó en cines de todo el país en Filipinas. El 30 de septiembre de 2011, celebró su décimo aniversario en la industria del entretenimiento filipina con un concierto en el Smart Araneta Center titulado Toni@10, con los invitados Piolo Pascual, John Lloyd Cruz, Vhong Navarro, Pokwang, Vice Ganda, Sam Milby, su hermana en la vida real Alex Gonzaga, con la participación especial de Gary Valenciano. TAG Concept, el grupo de producción y gestión de talentos propiedad de la familia Gonzaga, coprodujo el espectáculo con Star Events y Epic Entertainment. Además, para la continuación de la celebración, lanzó su álbum Greatest Hits en el que se incluyeron sus sencillos de 2006 a 2010.
En marzo de 2012, Gonzaga protagonizó el primer especial de un mes de duración de Wansapanataym, que emitió cuatro episodios.
El premio a la Artista Femenina de Concierto de 2011 fue otorgado a Gonzaga por la Fundación Guillermo Mendoza Memorial.En octubre de 2012, Gonzaga finalmente lanzó su película de comedia en la que se asoció con Vice Ganda y Luis Manzano titulada, This Guy's in Love With You, Mare! La película es una de las películas filipinas más taquilleras de todos los tiempos, ganando ₱ 315 millones cuando llegó a su tercera semana de exhibición en los cines de todo el país.Además, fue galardonada como Mejor Presentadora de Televisión Femenina por su programa, ASAP 2012, por los PMPC Star Awards antes de que terminara 2012.

### 2013–2015: Aclamación de la crítica
El 7 de enero de 2013, Gonzaga participó en el concurso Himig Handog P-Pop Love Songs con la canción titulada Kahit Na, escrita por Jumbo "Bojam" De Belen. El concurso contó con compositores que trabajaron junto con artistas filipinos para crear nueva música OPM. La canción fue promocionada simultáneamente por Star Records Inc.ya que fue elegida como una de las 12 grandes finalistas. El video musical de dicha canción fue producido por la Universidad de Filipinas.Interpretó la canción durante la gran final el 24 de febrero en el SM Mall of Asia Arena. En general, la canción terminó en quinto lugar como la Mejor Canción de Amor P-pop, recompensando así al escritor de la canción de Gonzaga con ₱ 100,000 en efectivo.
En febrero de 2013, Gonzaga fue confirmada como una de las presentadoras principales del reality show de canto The Voice of the Philippines.Como parte de la celebración del 20 aniversario de Star Cinema, Gonzaga protagonizó junto a Bea Alonzo, Shaina Magdayao, Angel Locsin y Enchong Dee Four Sisters and a Wedding, dirigida por Cathy García-Molina.También presentó un programa de cocina de 10 episodios los domingos por la mañana, Kwentong Kusina, Kwentong Buhay, patrocinado por San Miguel Pure Foods. El 8 de octubre de 2013, Gonzaga ganó el premio Mejor presentadora femenina en los 26.º Premios Aliw.En 2014, Gonzaga protagonizó junto a Piolo Pascual e Iza Calzado la popular película Starting Over Again y presentó Pinoy Big Brother: All In. Lanzó su sexto álbum de estudio llamado Celestine. Gonzaga también fue miembro del elenco de la comedia de los sábados por la noche Home Sweetie Home con John Lloyd Cruz. Continuando con la promoción de su álbum, apareció como invitada en Myx como Celebrity MYX VJ durante el mes de julio de ese año, y con el apoyo de un concierto llamado Celestine Toni Gonzaga celebrado el 3 de octubre de 2014 en el Mall of Asia Arena.Luego apareció junto a su hermana Alex Gonzaga en un programa de telerrealidad llamado Team Gonzaga, visto exclusivamente en ABS-CBN Mobile.
En 2015, Gonzaga protagonizó la película de comedia romántica, You're My Boss. En abril, renovó su contrato con ABS-CBN y continuó con sus funciones de presentadora en Pinoy Big Brother para la temporada 737, que se estrenó el 20 de junio de 2015.

### 2016-2021: Últimos años con ABS-CBN
En 2016, fue una de las jurados del reality show original de ABS-CBN, I Love OPM, donde el surcoreano Hwang Yohan fue el ganador de la competencia. En 2017, Gonzaga también protagonizó las películas Last Night y Mary, Marry Me.
Después de la salida de John Lloyd Cruz en Home Sweetie Home, Gonzaga permaneció en el programa de comedia hasta su prematura cancelación en 2020, cuando ABS-CBN cesó sus operaciones de transmisión en abierto según lo ordenado por la Comisión Nacional de Telecomunicaciones (NTC) y el exprocurador general José Calida el 5 de mayo de 2020.Después de la negación permanente de la renovación de la franquicia de la red por parte del Comité de la Cámara de Representantes de Filipinas del 18° Congreso en julio de 2020, Gonzaga lamentó el despido de los empleados de la red, aunque respetó la decisión del Congreso.Más tarde, Gonzaga retomó sus funciones de presentadora de Pinoy Big Brother para Connect y Kumunity Season 10, las dos primeras temporadas del reality show ambientado en la pandemia de COVID-19 y transmitido en todas las plataformas de ABS-CBN.

### 2022-presente: Transferencia a ALLTV, My Sassy Girl
El 8 de febrero de 2022, Gonzaga fue la anfitriona del mitin de proclamación de la Alianza UniTeam celebrado en el Philippine Arena, un evento político que recibió atención negativa de los medios.Al día siguiente, 9 de febrero, Gonzaga renunció como presentadora principal de Pinoy Big Brother después de 16 años, pasando sus funciones a Bianca González.Los informes de noticias han relacionado su salida con respaldos políticos, ya que Gonzaga también declaró su apoyo al miembro de la Iglesia ni Cristo (INC) y excandidato al senado Rodante Marcoleta, una de las figuras clave en el cierre de ABS-CBN y la negación de su renovación de franquicia. ABS-CBN respetó la decisión de la renuncia de Gonzaga a Pinoy Big Brother y su salida de la red.
El 30 de junio de 2022, día de la toma de posesión del presidente Bongbong Marcos, Gonzaga interpretó el himno nacional de Filipinas, Lupang Hinirang.También fue patrocinadora oficial de Shopee, lo que generó reacciones negativas en línea en medio de los planes de la empresa de despedir a los empleados.
En septiembre de 2022, Gonzaga, junto con su esposo, se mudó a AMBS ( ALLTV ), una nueva cadena de televisión propiedad de Manny Villar.Gonzaga luego entrevistó a Bongbong Marcos dentro del Palacio de Malacañang, que se emitió el 13 de septiembre en All TV y se transmitió a través de Toni Talks de YouTube. Un programa de entrevistas llamado Toni, presentado y producido por ella misma, se estrenó en ALLTV el 3 de octubre de 2022.También protagonizó la entrada del Festival de Cine de Metro Manila de 2022, My Teacher.Un concierto para celebrar su vigésimo aniversario en el mundo del espectáculo se llevó a cabo en el Coliseo Araneta el 20 de enero de 2023.
La película de Gonzaga My Sassy Girl, una adaptación filipina de la película surcoreana de 2001 del mismo título,se estrenó en los cines el 31 de enero de 2024.Por otro lado apareció en Eat Bulaga! de TV5 para promocionar su película.

## Televisión
| Año          | Título                               | Roles                             |
| 2008         | Pinoy Dream Academy: Season 2        | Host                              |
| 2008         | Pinoy Big Brother: Teen Edition Plus | Host                              |
| 2007         | Maging Sino Ka Man: Ang Pagbabalik   | Onay Dimaano / Anna Joy Romualdez |
| 2007         | Mars Ravelo's Lastikman              | Gemma de la Rosa                  |
| 2007-present | Entertainment Live                   | Host                              |
| 2007         | Your Song: Kasalanan Ko Ba           | Carmela                           |
| 2007         | Pinoy Big Brother: Season 2          | Host                              |
| 2007         | Love Spell: Barbi-Cute               | Barbie                            |
| 2007         | Your Song: Wishing Lampara           | Leslie                            |
| 2006         | Aalog-alog                           | Ms. Lagmay                        |
| 2006         | Pinoy Dream Academy                  | Host                              |
| 2006         | Crazy For You                        | Janice Concepción / Louie Gabbana |
| 2006         | Your Song: Annie Batungbakal         | Annie Batungbakal                 |
| 2006         | Komiks Presents: Mga Paa ni Isabella | Danna                             |
| 2006         | Your Song: I've Fallen In Love       | Andie                             |
| 2006         | Inday Bote                           | Big Sister                        |
| 2006         | Pinoy Big Brother: Celebrity Edition | Host                              |
| 2006         | Gudtaym                              | Host                              |
| 2005         | My Juan and Only                     | Beth                              |
| 2005         | Pinoy Big Brother: Season 1          | Host                              |
| 2005         | ASAP                                 | Host                              |
| 2005         | MRS: Most Requested Show             | Host                              |
| 2005         | Entertainment Konek                  | Host                              |
| 2004         | Love to Love:Duet For Love           | Tammy                             |
| 2004         | Lagot Ka, Isusumbong Kita            | Toni                              |
| 2003         | Wazzup Wazzup                        | Host                              |
| 2002         | Eat Bulaga!                          | Host                              |

## Cinematografía
| Año  | Título                                  | Roles                   |
| 2008 | My Only U                               | Winona                  |
| 2008 | My Big Love                             | Aira Capistrano         |
| 2007 | You Got Me                              | Amor Moe Santander      |
| 2006 | You Are the One (film)\|You Are the One | Purita "Sally" Malasmas |
| 2005 | D' Anothers                             | Maan Tuken              |
| 2003 | Pakners                                 | Angel                   |

## Discografía y sencillos
| Año  | Sello        | Título                         | Lista de canciones |
| ---- | ------------ | ------------------------------ | --- |
| 2001 | Prime Music  | Toni Gonzaga                   | Paano Akalain Ko Ba Bumibigay Akala ko'y Para Sa 'Kin Kung Sakali Man Ngayon Lang Tunay Na Iniibig Kita Hanggang Ngayon Umaasa Dahil Sa Iyong Pagmamahal I Cant Afford To Love You Anymore Mahal Pa Rin Kita                   |
| 2006 | Star Records | You Complete Me (Gold)         | We Belong You Are The One Kung Kaya Ko Love Fool Wishin' & Hopin' Kapag Tumibok Ang Puso Gandang Tumatagal |
| 2006 | Star Records | You Complete Me - Repackaged   | Crazy For You We Belong You Are The One Kung Kaya Ko Love Fool Wishin & Hopin' Kapag Tumibok Ang Puso Gandang Tumatagal You Are The One (Movie Edit)                                                                           |
| 2006 | ASAP Music   | ASAP Hotsilog Album (Platinum) | Annie Batungbakal |
| 2007 | Star Records | Falling in Love (Platinum)     | Catch Me, I'm Fallin' Kasalanan Ko ba? I've Fallen For You What Are The Chances? Can't We Try Stay With Me Crazy Little Thing Called Love Power Of The Dream You're My Right Kind Of Wrong I'll Never Let You Go Perfect World |
| 2008 | Star Records | Love Is... Toni Gonzaga        | |